# Augustus Charles Newman
Augustus Charles Newman, VC, OBE, TD, Ld'H, CdeG, angleški častnik, * 19. avgust 1904, Chigwell, Essex, Anglija, † 26. april 1972, Sandwich, Kent, Anglija.

## Življenjepis
Ob pričetku druge svetovne vojne je bil podpolkovnik v The Essex Regiment (Britanska kopenska vojska). Nato je bil premeščen k No. 2 Commando.
Njegova najbolj znana akcija pri komandosih je bila 27. marca 1942, ko je bil poveljnik vojaškega dela operacije Kočije, napada na pristanišče in ladjedelnico St. Nazaire (Francija). Pod njegovim poveljstvom so komandosi opravili zadano nalogo (uničenje pristanišča) kljub nemški premoči. Predali so se šele po tem, ko jim je zmanjkalo streliva.
Za svoje zasluge je prejel Viktorijin križec.

## Odlikovanja
- Viktorijin križec (VC)
- red britanskega imperija (OBE)
- teritorialno odlikovanje (TD)
- Legija časti (Ld'H)
- Croix de Guerre (CdeG)